# Шкірні прояви COVID-19
Шкірні прояви COVID-19 — це характерні ознаки або симптоми коронавірусної хвороби 2019, які виникають на шкірі. Американська академія дерматології повідомила, що у хворих на COVID-19 найчастіше спостерігаються такі ураження шкіри: морбілліформні (висипання, схожі на кір, у 22 %) випадків, перніозоподібні (схожі на озноблення, пов'язані з пошкодженням капілярів, у 18 % випадків), уртикарні (схожі на кропив'янку, в 16 % випадків), макулярна еритема (висипання рожевого кольору, у 13 % випадків), везикулярна пурпура (висипання багряного кольору, у 11 % випадків), папулосквамозна пурпура (знебарвлення з лусочками, в 9,9 % випадків) і ретиформна пурпура (обструкція кровоносних судин і ішемія нижчерозміщених структур, у 6,4 %). Перніозоподібні ураження більш поширені при легкому перебігу хвороби, тоді як ретиформна пурпура спостерігалася лише при важкому перебігу хвороби. Основними шкірними проявами, виявленими в осіб із COVID-19, є кропив'янка, еритематозна/морбілліформна висипка, папуловезикулярна екзантема, акральний малюнок, схожий на малюнок хребта, сітчасте ліведо та висип, схожий на пурпуровий васкуліт. Явища обмороження та синдром мультисистемного запалення в дітей також відносяться до шкірних проявів COVID-19.
Гіперактивні імунні відповіді у хворих на COVID-19 можуть сприяти індукції цитокінового шторму (зокрема, цьому сприяє інтерлейкін-6); ці цитокіни можуть проникати в шкіру, та зокрема в дермальні дендритні клітини, лімфоцити, макрофаги, опасисті клітини та нейтрофіли, а також можуть сприяти розвитку таких уражень, як макулопапульозний висип. Така форма ураження шкіри була описана раніше при захворюваннях, що супроводжуються гіперактивною імунною відповіддю та надмірним вивільненням цитокінів (зокрема, системний червоний вовчак, хвороба Стілла у дорослих та антифосфоліпідний синдром).

## Кропив'янка
Кропив'янка може спостерігатися при низці бактеріальних і вірусних інфекціях, і COVID-19 не є винятком з цього. Уртикарні висипання частіше зустрічаються на тулубі та кінцівках, та значно рідше на акральних ділянках. Для лікування кропив'янки, спричиненої COVID-19, застосовуються системні кортикостероїди.

## Зливний еритематозний висип
Еритематозні висипання (почервоніння, спричинені посиленням кровотоку через капіляри шкіри), які спостерігаються при COVID-19, здебільшого локалізовані на тулубі та кінцівках, і пов'язані зі сверблячкою. У випадку еритематозних висипань слід проводити диференціальну діагностику з екзантемою, спричиненою вірусами, відмінними від збудника COVID-19, і висипом, спричиненим реакцією на лікарські препарати.

## Livedo reticularis
Livedo reticularis виникає при уповільненні кровотоку, що призводить до зниження насичення крові киснем та синюватого кольору шкіри. Цей тип шкірних висипань може спостерігатися при звуженні судин, спричиненому похолоданням кінцівок, зокрема при поліцитемії, або з інших причин, що призводять до місцевого порушення кровотоку.

## Гістопатологічні ознаки
З гістологічної точки зору виявлено декілька особливостей макулопапульозного ураження шкіри при COVID-19. При гістологічному дослідженні макулопапульозних уражень спостерігаються поверхневий периваскулярний дерматит з лімфоцитарним інфільтратом і розширеними судинами в папілярній і середній частині дерми з нейтрофілами, еозинофілами та уламками ядер. В епідермісі виявлено розрізнені вогнища гідропічних змін, що супроводжуються мінімальним акантозом, субкорнеальними пустулами, незначним спонгіозом, базально-клітинною вакуолізацією, вогнищами паракератозу. При ліхеноїдних висипаннях у деяких хворих спостерігалася наявність еозинофілів у біоптаті ураженої шкіри.

## Додаткові джерела
- Seirafianpour F, Sodagar S, Pour Mohammad A, Panahi P, Mozafarpoor S, Almasi S, Goodarzi A (листопад 2020). Cutaneous manifestations and considerations in COVID-19 pandemic: A systematic review. Dermatologic Therapy. 33 (6): e13986. doi:10.1111/dth.13986. PMC 7362033. PMID 32639077. (англ.)